# Chiesa di San Lorenzo (Soave)
La chiesa di San Lorenzo, denominata anche Duomo di San Lorenzo è la parrocchiale di Soave, in provincia e diocesi di Verona; fa parte del vicariato dell'Est Veronese, precisamente dell'Unità Pastorale Soave - Monteforte.

## Storia
Soave fu sede plebana fin dal X secolo ed è documentata a partire dal 1029, nonché presente nel la bolla di Papa Eugenio III del 1145 che elenca tutte le pievi della Diocesi di Verona.
La pieve originaria si trovava nel borgo di San Lorenzo, sulla strada per Monteforte d'Alpone, ma sappiamo che già nei primi anni del XIV secolo l'edificio era in condizioni precarie e fu abbandonato per costruire un nuovo luogo di culto all'interno della cinta muraria voluta da Cansignorio della Scala ed eretta nel 1369.
Nel 1744 si decise di demolire parzialmente l'edificio trecentesco, che aveva l'ingresso a occidente, per ampliarlo visto l'aumento della popolazione e il desiderio da parte del parroco, don Giovanni Zanetti (fondatore dell'ospedale locale), di erigere un edificio che rispondesse nelle sue forme all'importanza che richiedeva la fede.
Se non è accertata a livello archivistico la presenza nel cantiere dell'architetto Alessandro Pompei come estensore del progetto, sappiamo che a dirigere i lavori furono il proto Bernardo Avogari e il tagliapietre Carlo Valle.
I lavori terminarono nel 1758, anno in cui, il 19 novembre, venne consacrata la chiesa dal Vescovo di Verona (nominato proprio in quell'anno Patriarca di Venezia dal Consiglio dei Pregadi della Serenissima) mons. Giovanni Bragadin (o Bragadino).
Tra il 1820 e il 1821 fu restaurato il soffitto della chiesa, mentre nel 1883 il tempio assume l'attuale aspetto con l'ampliamento progettato da don Angelo Gottardi. L'unica navata fu allungata, incorporato il campanile al lato meridionale del presbiterio e ultimata la facciata, eliminando qualsiasi elemento barocco. Infine, fu realizzata la scalinata d'accesso in marmo Rosso Verona, compensando il dislivello tra il portale d'ingresso e la strada. Nel 1973 a cura dell'arciprete Furri, si è concluso un restauro di pulitura e sistemazione del presbiterio secondo le indicazioni conciliari del Vaticano II. 

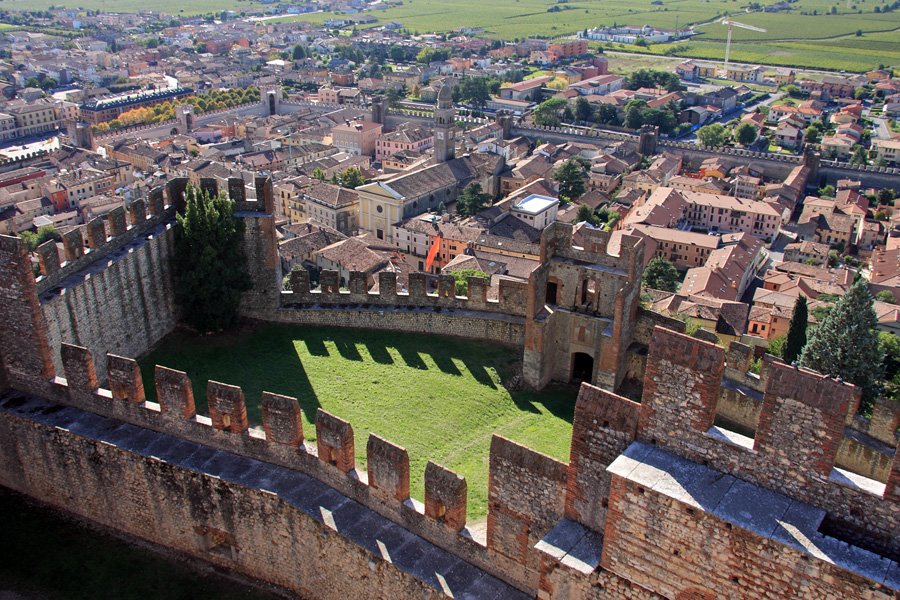
L'abitato di Soave visto dal mastio del castello. Quasi al centro della foto si nota la chiesa parrocchiale di San Lorenzo.

## Descrizione

### La facciata
La facciata a capanna è in stile neoclassico e rivolta verso oriente.
La scalinata in marmo bianco, delimitata ai lati da una balaustra in marmo Rosso Verona porta al portale d'ingresso, rettangolare, sormontato da un timpano semicircolare, mentre più sopra trova posto un grande oculo.
Ai lati del portale due coppie di semicolonne, poggianti su alte zoccolature, sorreggono la trabeazione, su cui s'imposta il timpano con cornice decorata a denti di sega, mentre una croce in ferro si trova sulla sommità.

### Interno
L'interno della chiesa si presenta come un'ampia aula rettangolare che conduce verso il presbiterio a pianta quadrangolare, rialzato di tre gradini e meno ampio rispetto alla navata e chiuso da un'abside semicircolare

L'aula, a cui danno luce oculi su ambo i lati, è coperta da un ampio controsoffitto che presenta le prime opere ad affresco del pittore soavese Adolfo Mattielli, tra cui il grande tondo, in corrispondenza del pseudo-transetto, con La presentazione delle ricchezze di San Lorenzo, mentre la specchiatura maggiore sovrastante la navata contiene il dipinto del pittore Pietro Nanin raffigurante San Lorenzo in gloria (1841), da cui si intuisce la grandezza della navata precedente all'ampliamento del Gottardi. Sempre del Mattielli sono le figure dell'Arcangelo Gabriele e della Vergine Maria nel momento dell'Annunciazione nei due pennacchi adiacenti all'arco trionfale del presbiterio.
Posizionato nella parte alta della navata, sotto il cornicione, è presente un ciclo pittorico con Storie dei Santi Lorenzo e Giovanni Battista, opera dei pittori Zangrossi e Scabari, risalenti alla metà del Settecento, mentre in alcune nicchie troviamo le statue dei Santi Agostino, Luigi Gonzaga, Lorenzo, Zeno, Sebastiano, Carlo Borromeo, Giovanni Battista, nonché una Pietà, la Fortezza e la Giustizia. 
Sopra la bussola della porta principale è stata collocata la pala del pittore veronese Bartolomeo Scolari raffigurante La Vergine Maria col Bambino tra le Sante Lucia e Apollonia, proveniente dalla chiesa di Santa Maria dei Domenicani e realizzata con le offerte dei fedeli soavesi nel 1718.
Lungo la navata sono presenti otto cappelle laterali, quattro per lato e prospicienti tra loro, mentre quelle più vicine al presbiterio (del Sacro Cuore di Gesù e del Redentore,  più profonde rispetto alle altre, formano una sorta di transetto.

#### Le cappelle sul lato meridionale
Negli anni settanta del Novecento fu aggiunto, all'inizio del lato sinistro della navata un piccolo altare che ospita una statua settecentesca di Sant'Antonio di Padova. Questo precede la prima cappella, che presenta un altare marmoreo, proveniente dalla chiesa precedente, con il dipinto La Vergine e i Santi Luigi Gonzaga e Girolamo, opera del pittore veronese Agostino Ugolini e attestata nella chiesa fin dal 1805, ma collocata qui durante i lavori del Gottardi assieme alle reliquie di San Quirino ottenute nel 1813 dall'Arciprete Cortese.
L'altare dell'Annunciazione proviene anch'esso dalla chiesa precedente ed è così denominato dal soggetto del gruppo ligneo, di autore ignoto, databile al Seicento, raffigurante la scena evangelica.
L'altare del Crocifisso, come i precedenti proveniente dalla chiesa precedente, fu eretto come altare del Corpus Domini in seguito al testamento di don Bartolomeo Fuini, sacerdote soavese morto a Roma nel 1675, che nominava erede la Compagnia del Corpo di Cristo in Soave. Nella nicchia ospitava la statua del Redentore, oggi collocata nella quarta cappella sul lato destro..
Il grandioso altare del Sacro Cuore di Gesù è opera dell'architetto Franco Spelta e fu inaugurato il 23 novembre 1946. Risulta essere lo scioglimento di una promessa fatta dall'arciprete, mons. Lodovico Aldrighetti, nel maggio 1943 se Soave fosse stata preservata dagli orrori della seconda guerra mondiale. La statua del Sacro Cuore di Gesù è opera dello scultore veronese Nereo Costantini.

#### Le cappelle sul lato settentrionale
La prima cappella che incontriamo sul lato destro dell'ampia navata presenta, su altare della chiesa precedente, la tela del pittore veronese Paolo Farinati (siglata dal suo simbolo autografo della chiocciola e riadattata nella parte inferiore per essere inserita nell'altare barocco) con i Santi Bovo, Francesco e Antonio Abate del 1595, commissionata da Geronimo e Camillo Marogna.
Tra la prima e seconda cappella è collocato il pulpito ligneo.
Nel secondo altare, sempre proveniente dalla chiesa trecentesca, vi è una bella tela del pittore Antonio Giarola, detto il "Cavalier Coppa", raffigurante la Vergine col Bambino e i Santi Giovanni della Croce, Carlo Borromeo e Caterina d'Alessandria, successivo al 1630.
L’altare dell’Addolorata risale al 1722, voluto dal Monte di Pietà locale. Ai due lati, nelle basi, vi sono due scudi in marmo di Carrara raffiguranti lo stemma di Soave sormontato dal leone alato della Repubblica Veneta, e. nel parapetto, il gruppo dell'Addolorata in bassorilievo.
La tela dell'altare, il Compianto sul Cristo morto, è un'opera di difficile lettura a causa dei numerosi rifacimenti. Attribuita da Edoardo Arslan al pittore Giuseppe Lonardi detto lo Zangara, vissuto nel Seicento, non ha sciolto i dubbi l'ultimo restauro, vista la mancanza di tracce dell'originale.
Nella cappella del pseudo-transetto dedicata al Redentore trova oggi posto il fonte battesimale, originariamente collocato all'ingresso della chiesa, sul lato sinistro;  è ottagonale e in pietra dura di Sant'Ambrogio di Valpolicella. Reca incisa la data del 1430, ma considerate le fattezze delle sculture parrebbe molto più antico, forse antecedente alla chiesa del 1303. La parte superiore del fonte presenta otto quadrati e, inscritti in essi, a bassorilievo, dei rosoni, delle croci greche, la figura di San Lorenzo con la palma e la graticola, nonché lo stemma di Soave.
Anche qui troviamo, come nello spazio prospiciente, un grandioso altare, anche questo progettato dall'architetto Franco Spelta e inaugurato il 23 novembre 1946, in quanto scioglimento della promessa fatta dall'arciprete mons. Lodovico Aldrighetti nel maggio 1943 di erigerlo se Soave fosse stata preservata dagli orrori della seconda guerra mondiale.
Al centro dell'altare, in alto, una statua lignea del Redentore, dello scultore Paolo Campsa, datata 1533, in precedenza collocata nell'attuale altare del Crocifisso.

#### Il presbiterio e l'abside
Con l'adeguamento liturgico in seguito al Concilio Vaticano II il presbiterio, tra il 1973 e il 1974, subì alcune trasformazioni come la rimozione delle balaustre, il rinnovo della pavimentazione, il parziale smembramento dell'altare maggiore preconciliare, disegnato dal viadanese mons. Antonio Parazzi, di cui è stato mantenuto il contraltare in marmi policromi con il tabernacolo, lavorato dallo scultore veronese Grazioso Spiazzi, sovrastato dal Crocifisso cinquecentesco, e la realizzazione dei nuovi poli liturgici: ambone, altare e sede.
Il nuovo altare con cui poter celebrare verso l'assemblea è in pietra bianca, rialzato su un basamento marmoreo e ornato sul fronte da una scultura a bassorilievo della chiesa precedente (ma che era stata posta nel Santuario della Madonna della Bassanella, risalente tra il XIV e il XV secolo, raffigurante la Madonna in trono con il Bambino e Santi, tutti racchiusi in cinque nicchie in stile gotico culminanti da archetti a tutto sesto e intervallate da colonne tortili. Non mancano tracce di policromia e di doratura.
Sul retro abbiamo altre due formelle con santi, di cui San Lorenzo riconoscibile per la graticola e una Santa.
Anche l'ambone è in pietra bianca, sul lato sinistro dei gradini del presbiterio, e riporta sul fronte una scultura a bassorilievo della stessa epoca di quella dell'altare, con la Madonna in trono con il Bambino, delimitata da colonne tortili che reggono un arco trilobato, tra i Santi Lorenzo e Giovanni Battista, patroni della comunità soavese, raffigurati all'interno di formelle cuspidate. Anche qua non mancano tracce di policromia e doratura.
La sede del celebrante è costituita da tre stalli lignei, in asse con l'altare post-conciliare, rialzata su un basamento marmoreo e con un dossale, sempre in marmo, che presenta una scultura a bassorilievo del 1883 che riproduce l'Ultima Cena di Leonardo da Vinci, opera di Grazioso Spiazzi.
Sul lato sinistro del presbiterio è collocata una pala di Francesco Morone, con cornice lignea intagliata a candelabre dorate su sfondo azzurro, che presenta in alto una lunetta con l'Eterno in gloria e nel riquadro sottostante la Madonna col Bambino in trono e i Santi Rocco e Gioacchino. Nella predella sottostante, con stemmi, tra cui quello di Soave, sono raffigurate Scene della vita di San Rocco. Questa pala fu commissionata da "Miser Hieronimo da Soave", probabilmente il reggente della locale Confraternita di San Rocco, e collocata nella chiesa di San Rocco il 24 marzo 1529, quasi due mesi prima della morte del pittore veronese. Fu trasferita nella parrocchiale nel 1883.
Sul lato destro del presbiterio vi è una vetrata artistica raffigurante San Zeno, patrono della Diocesi di Verona, e San Lorenzo, con alle spalle il castello di Soave.
Il presbiterio è chiuso, in alto da una cupola emisferica su pennacchi sferici e oculo sommitale con vetrata collocata nel 1998 e raffigurante la Madonna della Bassanella, a ricordo del nono centenario dell'apparizione della Vergine Maria in località Ponsara.
Il catino absidale è decorato da un affresco raffigurante Gesù Buon Pastore, opera del Mattielli.
Ai lati dell'organo sono collocate due tele. Quella a sinistra, originariamente posizionata sopra la bussola d'entrata fino agli anni settanta del XX secolo ma originaria della chiesa di Santa Maria dei Domenicani, raffigura San Pietro Martire inginocchiato di fronte alla Vergine e con due Santi Martiri. L'opera è datata 1540 e riporta la seguente iscrizione RVGERIVS - ORELANVS - RAVENA - PINXIT
MDXXXX.
La tela sulla destra dell'organo raffigura La Vergine Maria col Bambino tra i Santi Lorenzo e Rocco, proveniente dalla chiesa di San Rocco.

#### L'organo
Nell'abside sono visibili, dietro l'altare maggiore, alcune delle canne dell'organo dell'inglese William George Trice (1889), in origine collocato in una nicchia a sinistra del presbiterio, non racchiuso in una cassa lignea.
L'organo, a due tastiere di 58 tasti ciascuna, con una pedaliera di 30 note reali, fu successivamente posto nella posizione attuale nel 1912 dal veronese Domenico Farinati, che lo modificò parzialmente, costruendo il somiere principale.
Al 1944 risale l'intervento sullo strumento di Tamburini, mentre l'ultimo restauro risale al 1995, opera di Diego Bonato.
Viene oggi utilizzato anche per festival organistici.
Disposizione fonica dell'organo:
| I - Grand'Organo |        |
| Bordone          | 16'    |
| Principale I     | 8'     |
| Principale II    | 8'     |
| Voce umana       | 8'     |
| Dulciana         | 8'     |
| Ottava           | 4'     |
| Flauto armonico  | 4'     |
| Decima seconda   | 2.2/3' |
| Decima quinta    | 2'     |
| Ripieno          | 4 file |
| Clarinetto       | 8'     |
| Tromba           | 8'     |

| II - Espressivo  |        |
| Contro gamba     | 16'    |
| Eufonio          | 8'     |
| Bordone          | 8'     |
| Gamba            | 8'     |
| Voce celeste     | 8'     |
| Coro viole       | 8'     |
| Ottava           | 4'     |
| Flauto           | 4'     |
| Piccolo armonico | 2'     |
| Ripieno          | 3 file |
| Oboe             | 8'     |
| Tremolo          |        |

| Pedale       |         |
| Basso aperto | 16'     |
| Subbasso     | 16'     |
| Violone      | 16'     |
| Gran quinta  | 10.2/3' |
| Basso        | 8'      |
| Bordone      | 8'      |
| Violoncello  | 8'      |
| Flauto       | 4'      |
| Trombone     | 16'     |

#### La sacrestia
In sacrestia è collocato l'altare di San Quirino, originariamente in chiesa, con la tela dell'Ugolini raffigurante I Santi Gaetano e Quirino con la Beata Vergine del Buon Consiglio.
Altri elementi presenti nella sacrestia sono il ritratto dell'arciprete Zanetti, che volle la nuova chiesa, con epigrafe, il busto dell'arciprete don Antonio Locatelli, i quadri della Confraternita della Morte (collocati sul soppalco della chiesa di Santa Maria dei Domenicani, con soggetti Madonna con Gesù Bambino, San Pietro, San Carlo Borromeo e un membro della Confraternita, Madonna con San Giuseppe e un membro della Confraternita, Sacra Famiglia, Sant'Antonio di Padova e un membro della Confraternita, Madonna con Sant'Antonio di Padova e Gesù Bambino, tutte di autore ignoto e datate 1601), i due affreschi del Mattielli (la lunetta sopra la porta con Dio Padre e il tondo sul soffitto con Due angeli che portano la Croce.

## Campanile e campane

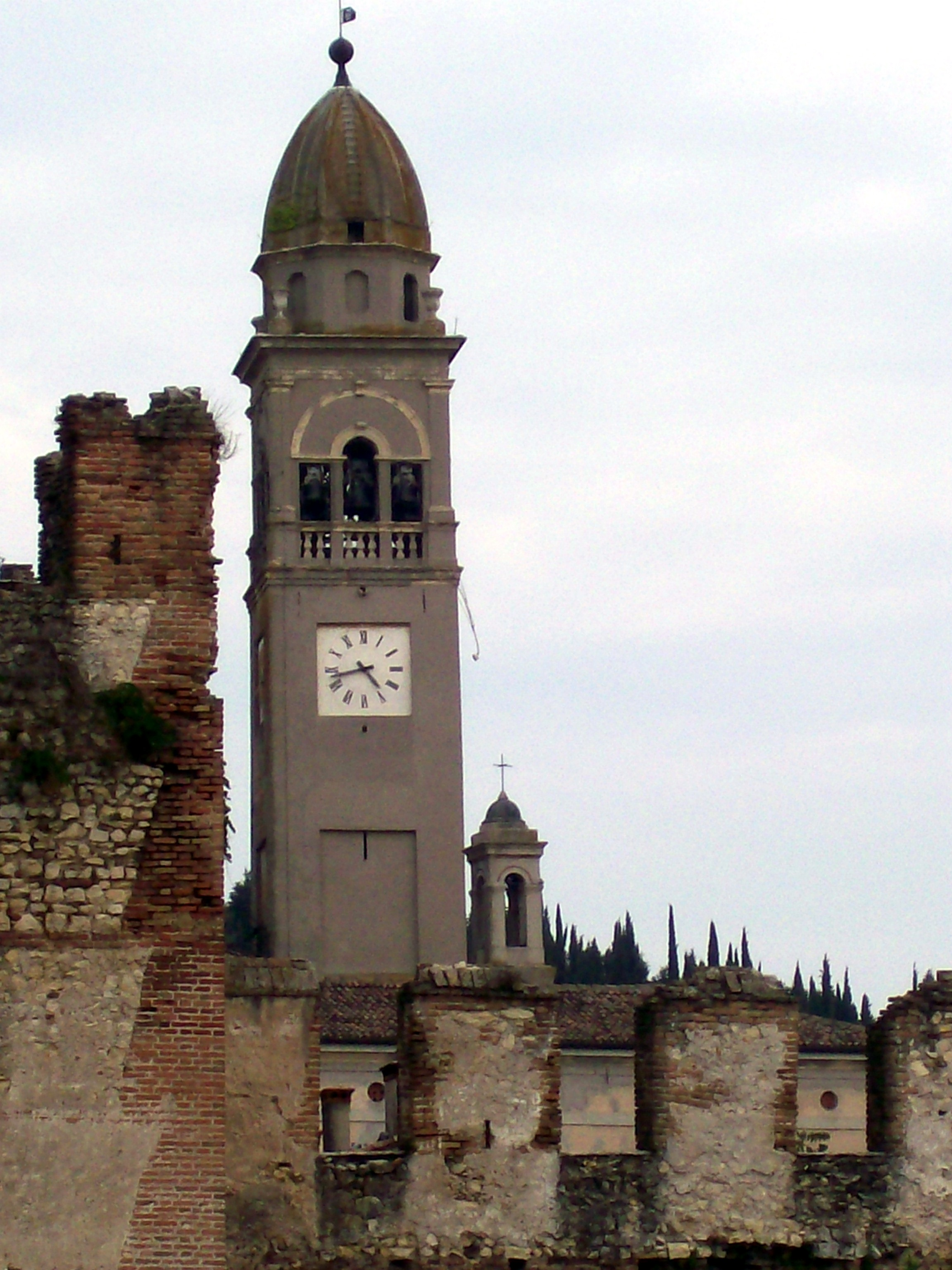
Il campanile

Con la demolizione parziale della vecchia chiesa, si atterrò anche il campanile e tra il 1750 e il 1760 furono ultimati i lavori della nuova torre campanaria, l’attuale.
Originariamente isolato rispetto alla chiesa, con l’ampliamento del Gottardi il campanile si trovò addossata alla parete sinistra del presbiterio.
Presenta un basamento a pianta quadrangolare, con un fusto interamente intonacato.
La cella campanaria presenta aperture a serliana su ogni lato, mentre sopra un tamburo a sezione ottagonale è impostata una copertura a padiglione.
Il concerto campanario collocato nella torre risulta composto da 9 campane in REb3 montate alla veronese e suonabili a doppio sistema (manuale e automatizzato).
Questi i dati del concerto:
1 – REb3 - diametro 1407 mm - peso 1653 kg - Fusa nel 1921 da Cavadini di Verona
2 - MIb3 - diametro 1260 mm - peso 1143 kg - Fusa nel 1904 da Cavadini di Verona
3 – FA3 - diametro 1128 mm - peso 824 kg - Fusa nel 1904 da Cavadini di Verona
4 - SOLb3 - diametro 1040 mm - peso 668 kg - Fusa nel 1904 da Cavadini di Verona
5 - LAb3 - diametro 932 mm - peso 484 kg - Fusa nel 1904 da Cavadini di Verona
6 - SIb3 - diametro 829 mm - peso 343 kg - Fusa nel 1904 da Cavadini di Verona
7 – DO4 - diametro 740 mm - peso 244 kg - Fusa nel 1904 da Cavadini di Verona
8 – REb4 - diametro 686 mm - peso 194 kg - Fusa nel 1942 da Cavadini di Verona
9 – MIb4 – diametro 619 mm - peso 136 kg - Fusa nel 1904 da Cavadini di Verona.
In precedenza vi erano otto campane del fonditore veronese Selegari, rinnovate poi da Cavadini nel 1837, prima del concerto attuale, salvo rifusioni successive delle campane 1 e 8, fuso nel 1904 e installato su un castello in ferro